# Estació de Sitges
Sitges és una estació de ferrocarril propietat d'Adif situada a la població de Sitges a la comarca del Garraf. L'estació es troba a la línia Barcelona-Vilanova-Valls i hi paren trens de la línia de rodalia R2 Sud i alguns trens de les línies regionals R13, R14 i R15 de Rodalies de Catalunya operats per Renfe Operadora.
Aquesta estació de la línia Barcelona-Vilanova-Valls va entrar en servei l'any 1881, quan es va obrir el tram entre les Hortes de Sant Beltran al costat de les Drassanes de Barcelona i Vilanova i la Geltrú. Posteriorment, l'any 1887 amb la unificació de la línia amb la línia de Vilafranca, els trens van deixar de passar per la carretera del Morrot, per passar per l'actual traçat per Bellvitge. Al segle xx es van fer obres a la línia per duplicar les vies.
El nombre de passatgers pujats l'any 2016 va ser d'1.858.000 persones.
Desgraciadament, l'accés per a minusvàlids a les andanes 2 i 3 és molt problemàtic, ja que els ascensors solen estar fos de servei. Això, al seu torn, crea un problema per als quals arriben des de Barcelona, ja que l'única manera de baixar de l'andana és per les escales o els molestos ascensors. Quan els ascensors estan fora de servei, com ocorre amb freqüència, un usuari de cadira de rodes ha de desplaçar-se fins a la següent estació, Vilanova i la Geltrú, i després tornar a Sitges per a poder sortir de l'estació per l'andana 1.

## Serveis ferroviaris
| Rodalia de Barcelona                        |                      |       |                                                       |                             |
| Procedència/Destinació                      | <                    | Línia | >                                                     | Procedència/Destinació      |
| Sant Vicenç de Calders Vilanova i la Geltrú | Vilanova i la Geltrú |       | Garraf Platja de Castelldefels¹ Castelldefels² Sants3 | Estació de França           |
| Serveis regionals de Rodalies de Catalunya  |                      |       |                                                       |                             |
| Lleida Pirineus                             | Vilanova i la Geltrú |       | Castelldefels                                         | Barcelona-Estació de França |
| Reus                                        | Vilanova i la Geltrú |       | Castelldefels                                         | Barcelona-Estació de França |

1. Alguns trens de rodalia no fan parada a Garraf, sent la següent o anterior Platja de Castelldefels.
2. Alguns trens de rodalia no fan parada ni a Garraf ni a Platja de Castelldefels, sent la següent o anterior Castelldefels.
3. Tren semidirecte CIVIS que no efectua parades entre Sitges i Sants, que fa la ruta Sant Vicenç de Calders > Sant Andreu Comtal una vegada al dia pel matins.

1. Aquest recorregut de l'R2 és provisional fins al 2011 fruit de les obres a Sant Andreu Comtal, per veure quins són els canvis que hi ha hagut vegeu R2 i R10.